# Roberto Bestonso
Roberto Bestonso, né le 27 mai 1942 à Nice et mort le 4 janvier 2021 à Angoulême, est un danseur, chorégraphe et pédagogue franco-italien de danse classique.

## Biographie
Roberto Bestonso est le fils de parents italiens installés à Nice. Il a fait ses études au conservatoire de Nice à partir de l'âge de sept ans et a intégré l'école de ballet de l'Opéra de Paris. Il travaille ensuite avec Roland Petit de 1965 à 1967 au sein de ses ballets. Sa carrière internationale le conduit à danser pour le Festival de Londres ainsi que pour le ballet PACT en Afrique du Sud. En 1974, il est engagé comme soliste au Ballet royal de Wallonie pour lequel il chorégraphie l'année suivante une version de Phèdre.
Il entame ensuite une carrière de pédagogue et chorégraphe.

## Principales chorégraphies
En tant qu'interprète
- 1965 : Adage et Variations de Roland Petit avec  entre autres Mireille Nègre, Wilfride Piollet et Noella Pontois

En tant que chorégraphe
- 1975 : Phèdre pour le Ballet royal de Wallonie[3]
- 2010 : Le Baiser de la fée, pour le Jeune ballet d'Angoulême[4].

## Prix et distinctions
- 1961 : Prix Robert-Blum
- 2007 : Chevalier de l'ordre des Arts et Lettres[5]